# Galitzinberg
Le Galitzinberg (en allemand Gallitzinberg), également appelé Wilhelminenberg, est une colline de Vienne. Culminant à 449 m d'altitude, elle se trouve à Ottakring, le XVIe arrondissement de Vienne.

## Origine du nom
Le nom de la colline vient de l'ambassadeur russe Dmitri Galtizine (en), lequel acheta la colline en 1780 pour s'y faire construire une résidence d'été.
Son nom alternatif de Wilheminenberg lui est donné d'après celui de Wilhelmine von Montléart (de), bienfaitrice de Vienne dont le père avait acheté des terrains sur la colline à la mort de Galitzine.

## Lieux
On trouve sur la colline l'église Saint-Léopold am Steinhof, construite entre 1903 et 1907 par Otto Wagner, ainsi qu'un important établissement psychiatrique, l'hospice Otto-Wagner (de).
On y trouve également des sites comme l'université vétérinaire de Vienne (de), l'observatoire astronomique de Kuffner (en), l'église votive Saint-Thérèse-de-l'Enfant-Jésus (de) ou le cimetière d'Ottakring (de).
La colline est coiffée par la tour du Jubilé (de), qui la fait culminer à 449 m d'altitude. On y trouve encore le Gaugefechtsstand Wien (en) (littéralement « centre de commandement régional de Vienne »), réseau de galeries et d'ouvrages bétonnés également connu sous le nom de « bunker de Schirach », qui servit lors de la Seconde Guerre mondiale.

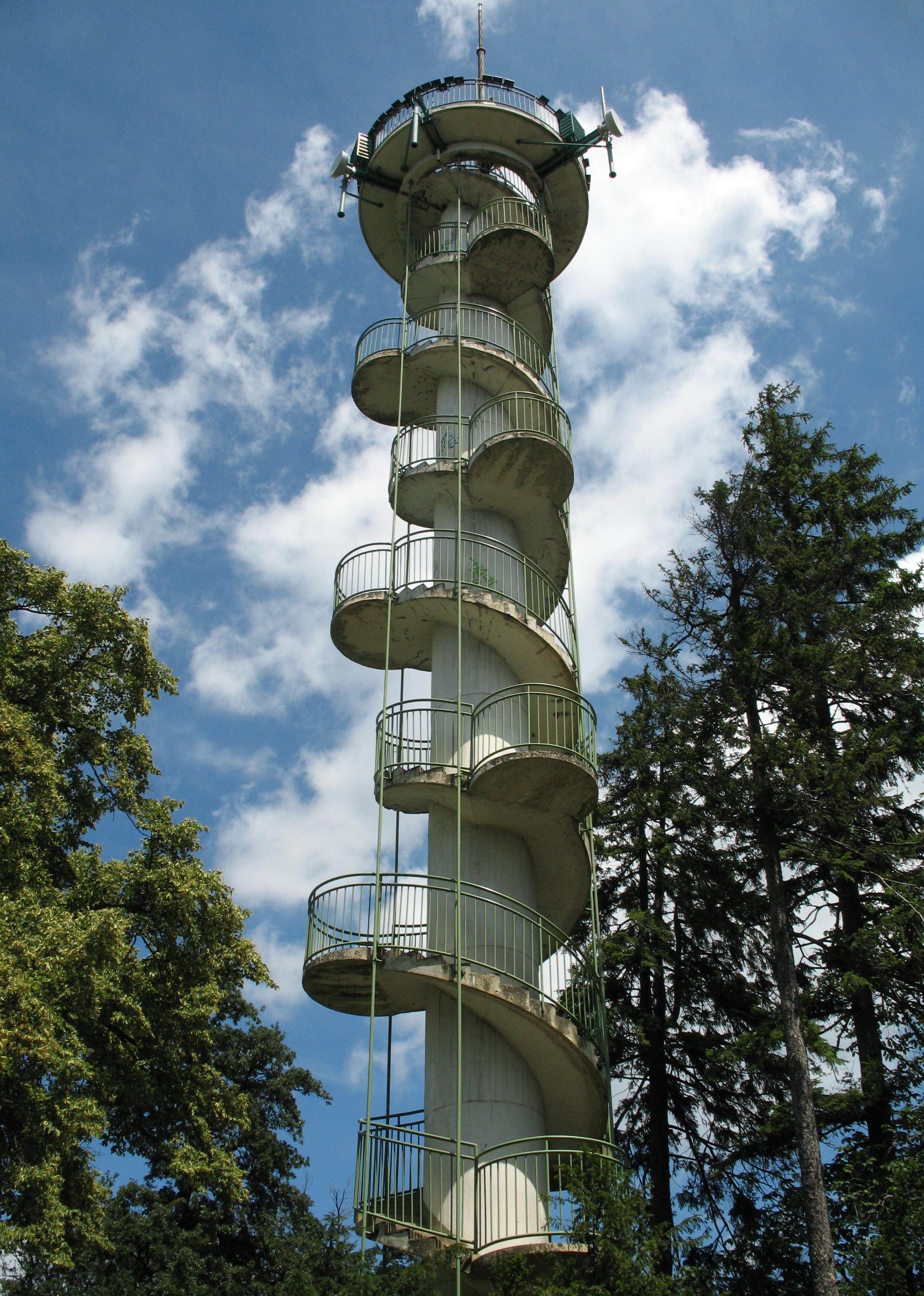
La tour du Jubilé (en allemand : Jubiläumswarte)
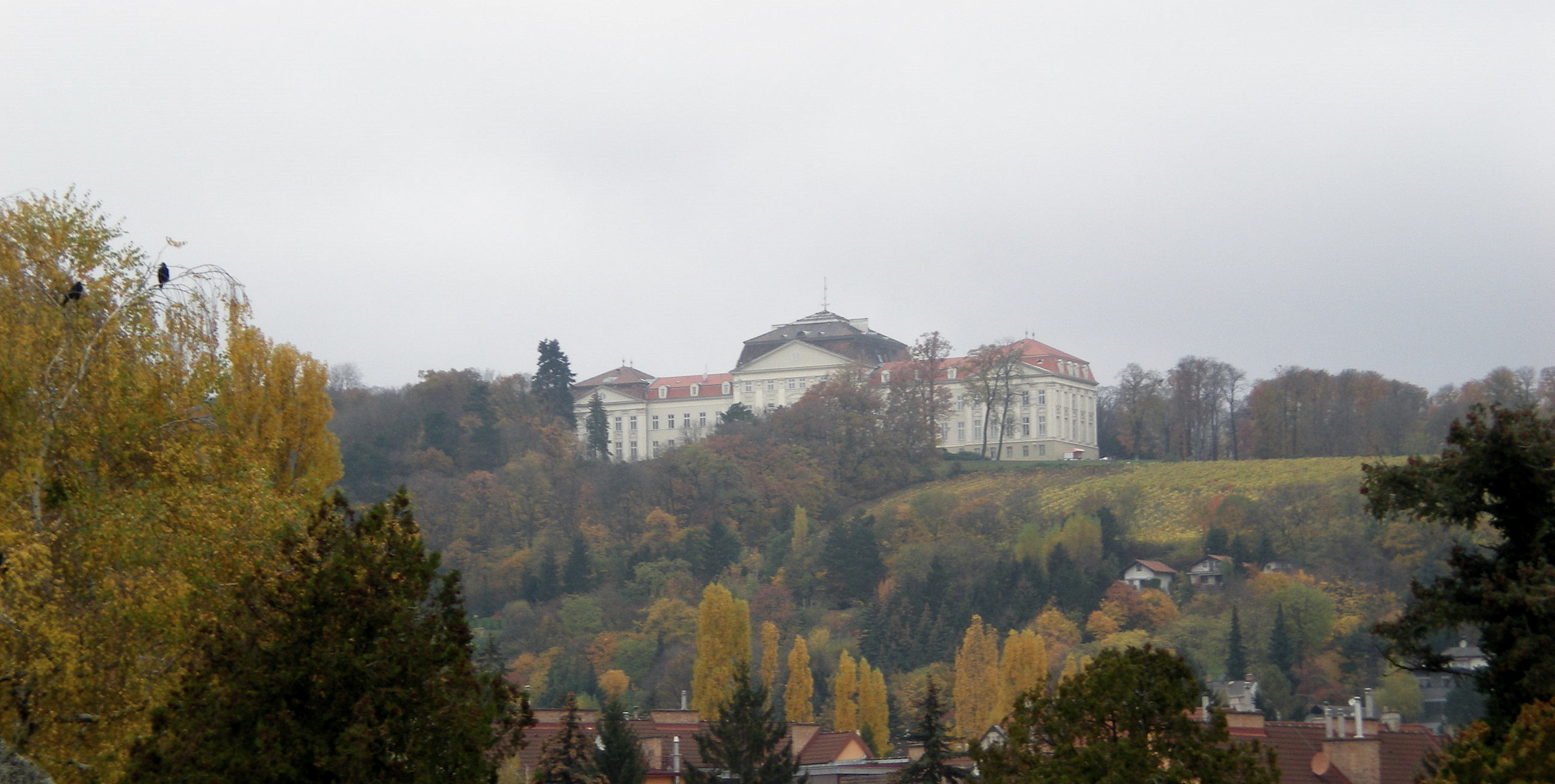
Vue depuis le cimetière d'Ottakring sur le château Wilhelminenberg
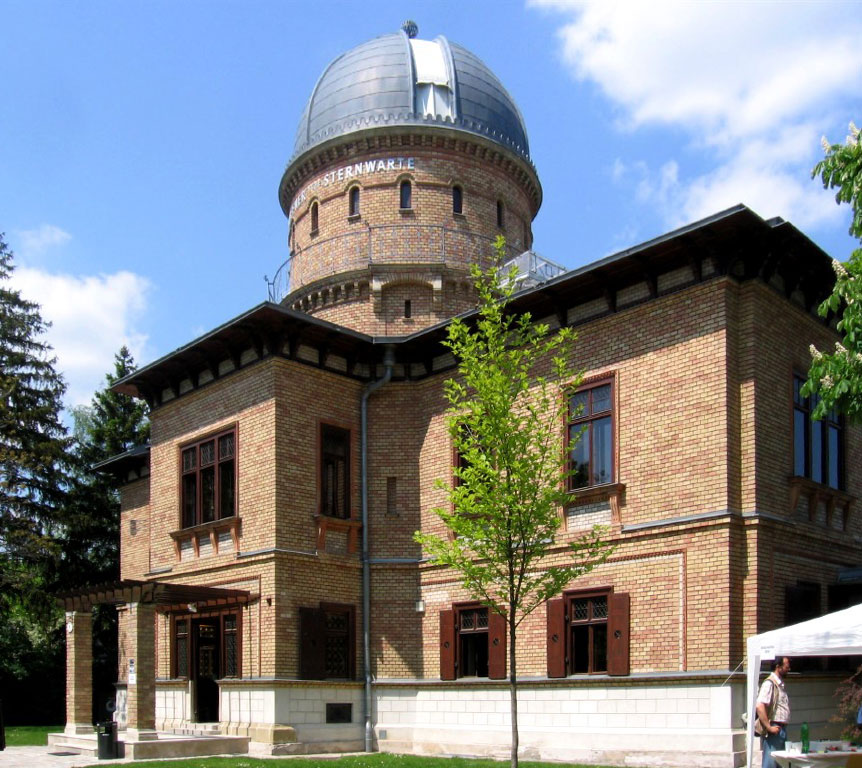
Observatoire astronomique de Kuffner
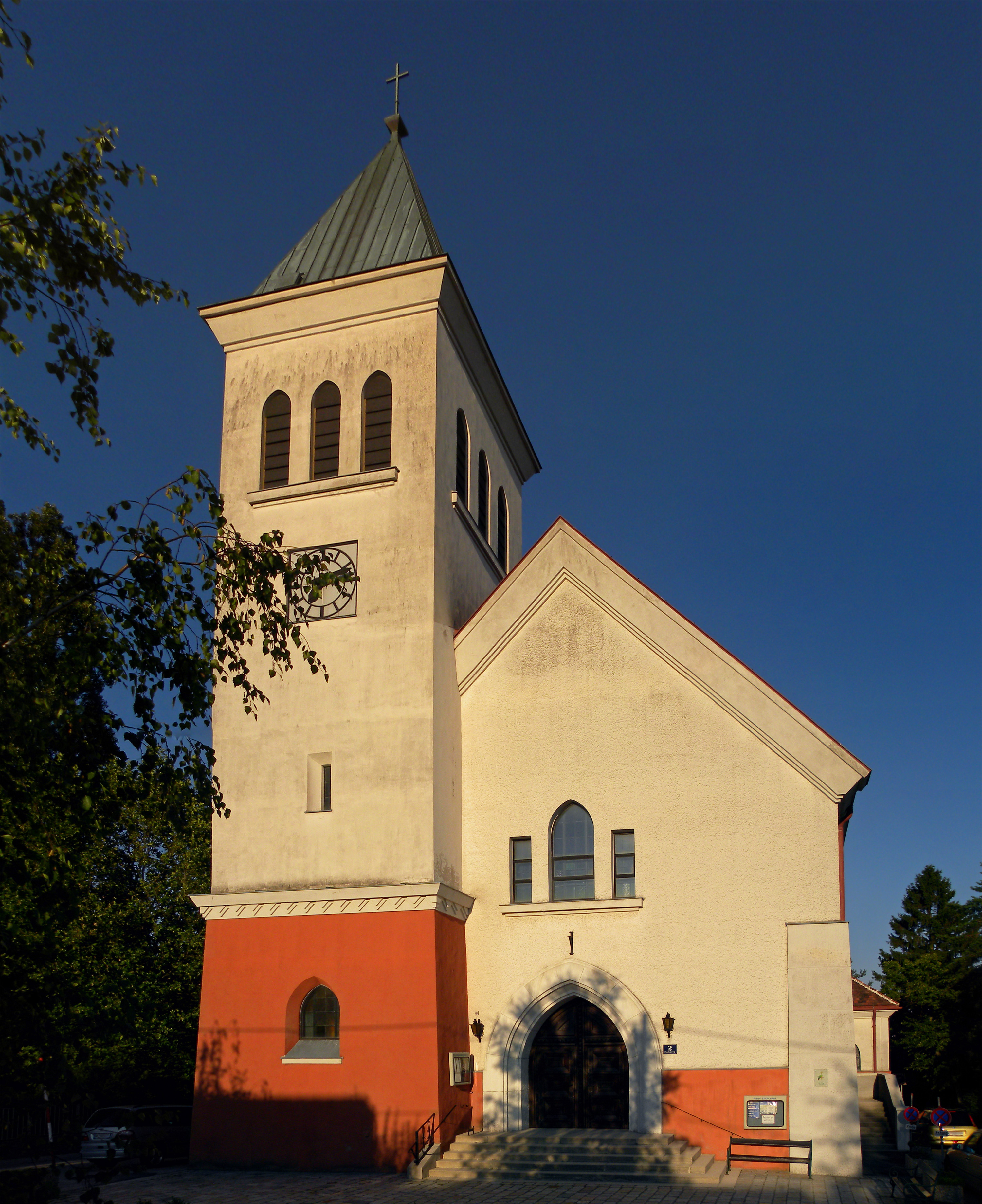
Église votive Saint-Thérèse-de-l'Enfant-Jésus
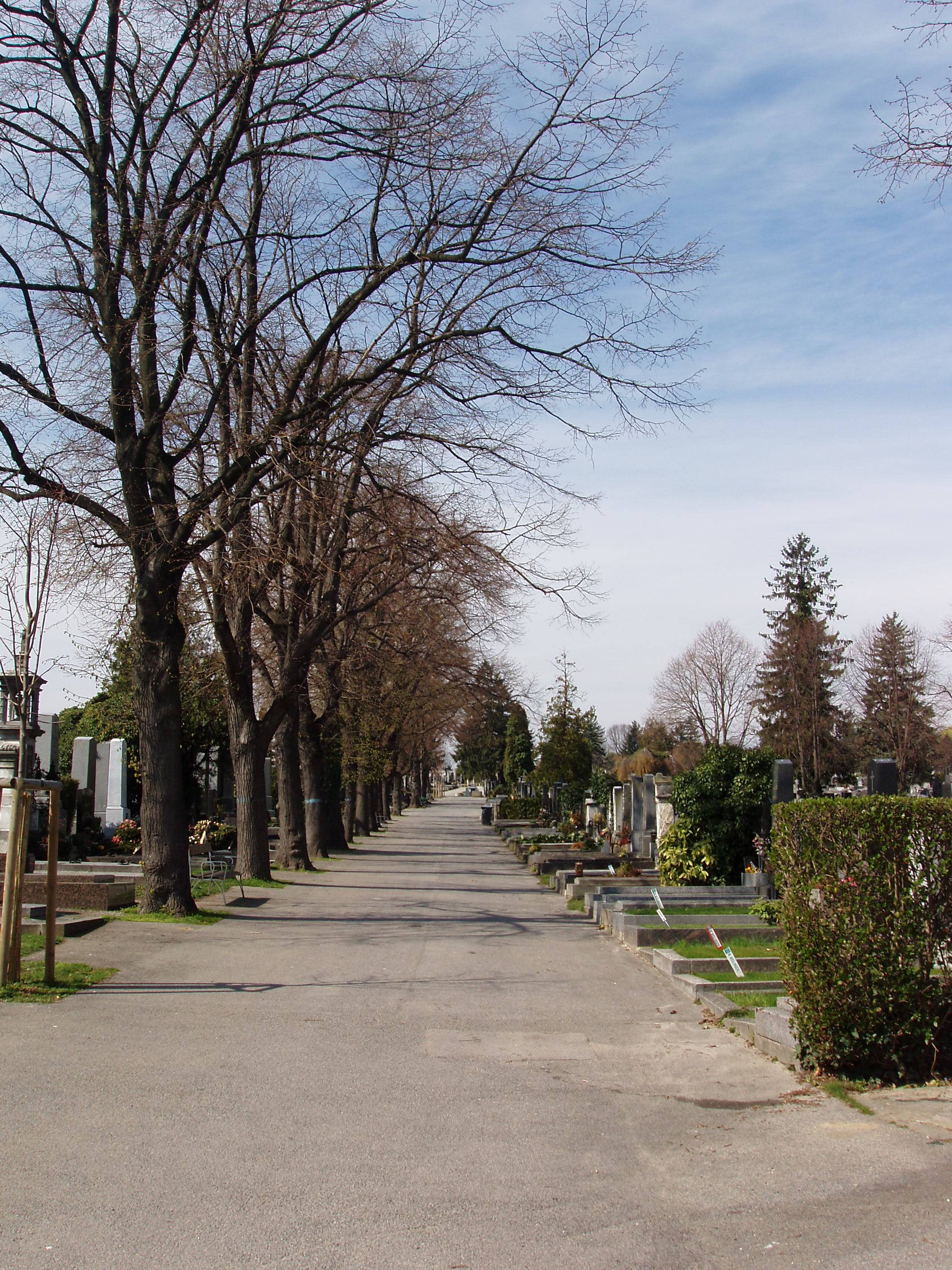
Cimetière d'Ottakring
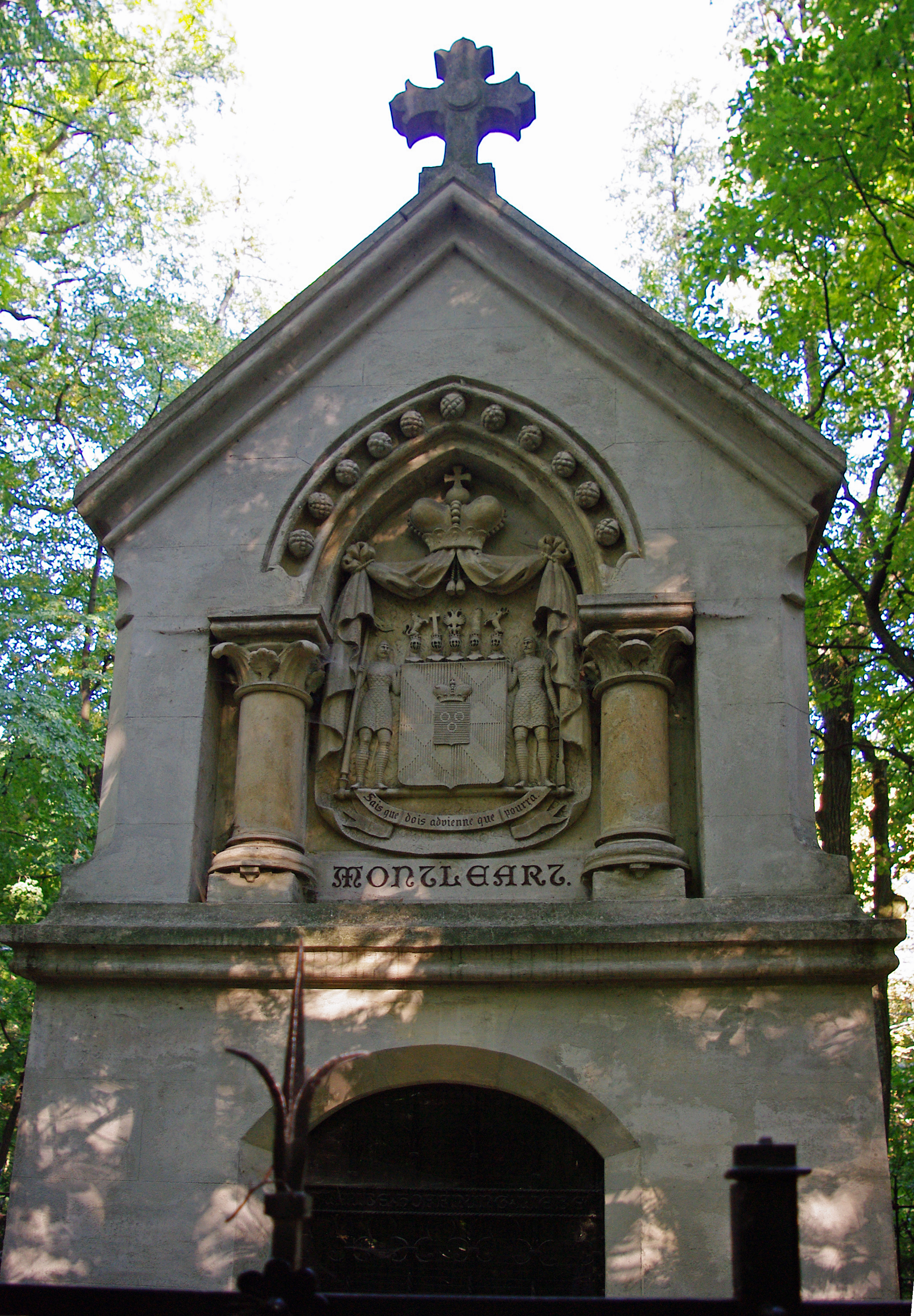
Mausolée de Montléart
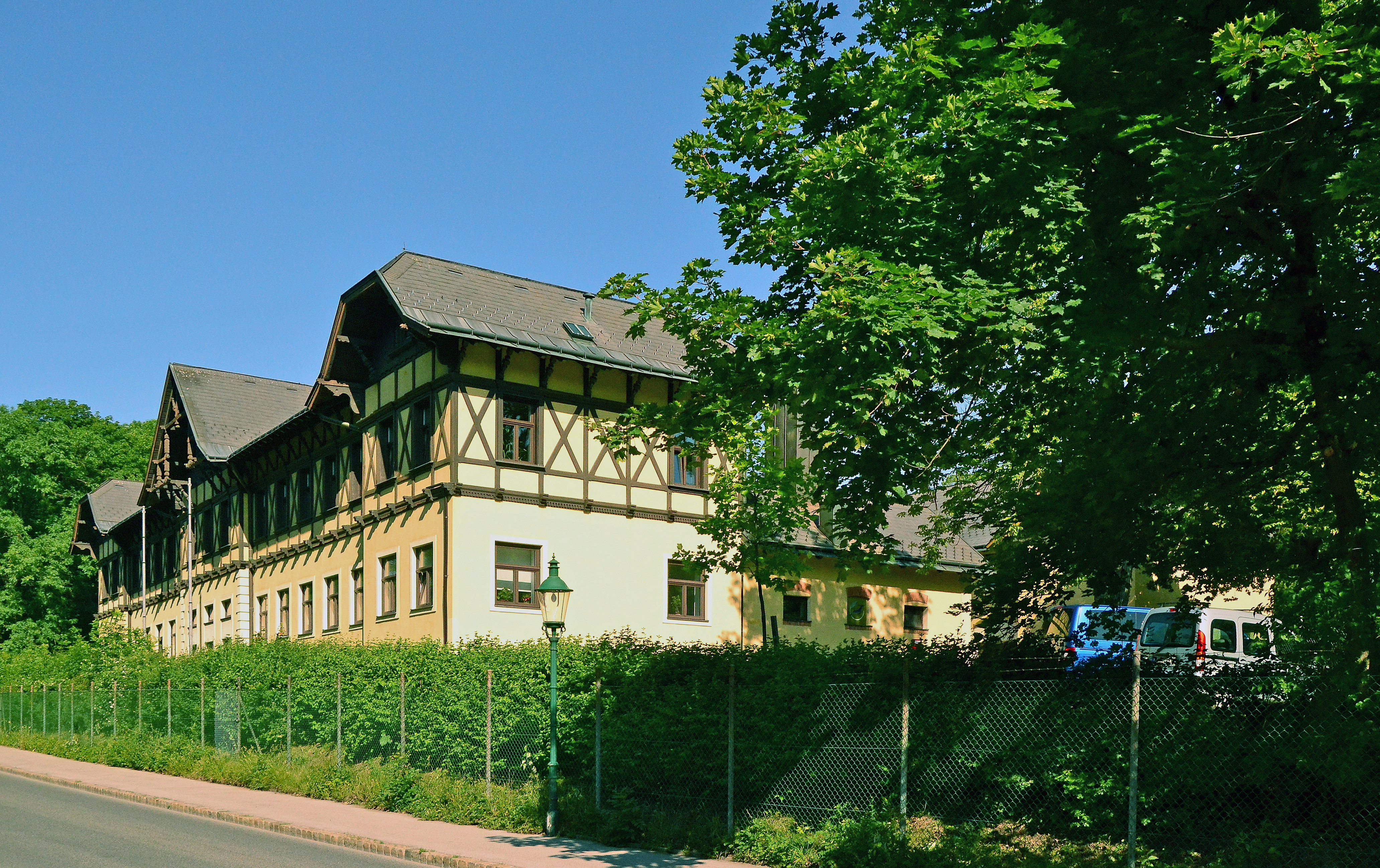
Institut de recherche sur la faune et sur l'écologie, au sein de l'école vétérinaire
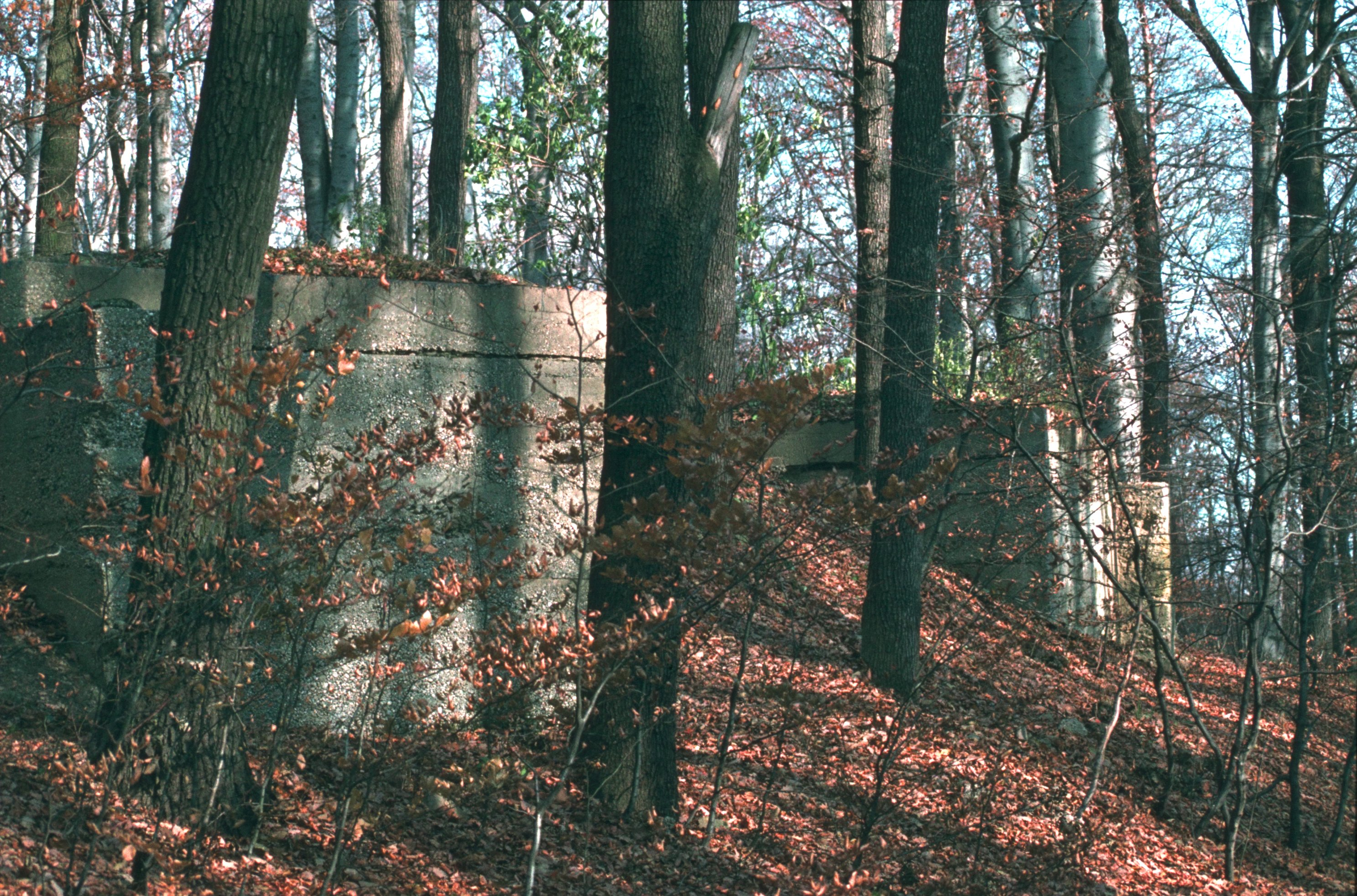
Partie affleurante des réservoirs d'eau du bunker de Schirach (aujourd'hui détruite)